# Rookie Records
Rookie Records ist ein Label mit angeschlossenem Musikverlag mit den Schwerpunkten Punkrock, Post-Punk und Independent. Das Label wurde 1996 gegründet und hat seinen Sitz in Hamburg.

## Labelgeschichte
Rookie Records entstand, weil niemand das Album von Attention!Rookies, Jürgen Schattners damaliger Band, veröffentlichen wollte. Also gründete er sein eigenes Label. Was als Notlösung begann, wurde schnell zum Geheimtipp im Freundes- und Bekanntenkreis. Es folgten Veröffentlichungen unter anderem der Walter Elf-Nachfolgeband Kick Joneses, Spermbirds, Turbostaat in Kooperation mit Schiffen, Terrorgruppe, The Jones und Stokoe (feat. Dickie Hammond/Leatherface). Von 1999 bis 2005 betrieb Schattner das Label als Seitenprojekt seiner hauptberuflichen Tätigkeit beim Mailorder Flight13 Records in Freiburg. In Kooperation mit Boss Tuneage, UK, brachte Rookie Records in Deutschland Reissues bekannter Hardcore- und Punkbands wie Heresy, Ripcord, Dan oder Sofahead heraus.
2008 erweiterte Jürgen seine Aktivitäten in Richtung Musikverlag und gründete zusammen mit Gerhard Zimmermann, Mute Music Promotion (mmp), die Edition Rookie Publishing, die sich seitdem für die Label-Bands auch um die Vermarktung ihrer Musik kümmert. Mittlerweile zählen auch Bands wie die Aeronauten, Pascow, Love A, Bambix, Loaded, The Stanfields und Puta Madre Brothers zum Label. Jürgen Schattner hat Rookie Records von 2006 bis Sommer 2015 in Köln betrieben, seitdem lebt er in Hamburg und betreibt dort Label, Verlag und Promotion.

## Bands und Künstler (Auswahl)

### Aktuelle Künstler
- Die Aeronauten
- Bambix
- Bitume
- The Bottrops
- City Light Thief
- Frau Doktor
- Guz
- Love A
- Pascow
- The Sensational Skydrunk Heartbeat Orchestra
- Spermbirds
- Steakknife
- Walter Elf

### Ehemalige Künstler
- Hard-ons
- Terrorgruppe
- Turbostaat